# 2000 au Nouveau-Brunswick
Chronologie du Nouveau-Brunswick
- 1996
- 1997
- 1998
- 1999
- 2000
- 2001
- 2002
- 2003
- 2004

Cette page concerne des événements survenus en 2000 dans la province canadienne du Nouveau-Brunswick.

## Événements
- Découverte d'un gisement de gaz naturel à McCully.
- Fermeture des Éditions d'Acadie.
- 1er avril : fondation du Collège communautaire du Nouveau-Brunswick de la Péninsule acadienne.
- 27 novembre : lors des élections fédérales, les libéraux remportent six sièges dans la province contre trois pour les progressiste-conservateurs et un pour les néo-démocrates. Dans Beauséjour, la progressiste-conservatrice Angela Vautour fut battu par le libéral Dominic LeBlanc.
- Décembre : création de l'Ordre du Nouveau-Brunswick.

## Décès
- 27 mars : George Allen, joueur de hockey sur glace.
- 29 mars : Laval Goupil, acteur, dramaturge et metteur en scène.
- 31 décembre : Charles McElman, sénateur